# Ёлкин, Борис Андреевич
Борис Андреевич Елкин (род. 22 марта 1989 года, Ленинград, СССР) — российский политический и муниципальный деятель. Глава Администрации города Пскова с 26 ноября 2021 по 8 ноября 2022. Глава города Пскова с 8 ноября 2022 года.
В прошлом — председатель Комитета по транспорту и дорожному хозяйству Псковской области (с февраля 2019 года по июль 2021 года).

## Биография
Борис Андреевич Ёлкин родился 22 марта 1989 года в Ленинграде.
В 2011 году окончил Санкт-Петербургский государственный архитектурно-строительный университет по специальности «Мосты и транспортные тоннели». В 2016 году — Российскую академию народного хозяйства и государственной службы при Президенте РФ по специальности «Государственное и муниципальное управление».
С февраля 2011 года по март 2017 года работал в ФКУ «Севзапуправтодор» экспертом, ведущим экспертом дорожного хозяйства, заместителем начальника, а затем начальником отдела дорожных сооружений. С апреля 2017 года по февраль 2019 занимал различные должности в ФКУ Упрдор «Северо-Запад»: заместителя начальника, начальника отдела дорожных сооружений, начальника отдела капитального строительства.
В феврале 2019 года назначен председателем Комитета по транспорту и дорожному хозяйству Псковской области. За 2,5 года (с февраля 2019 года по июль 2021 года) руководства Комитетом по транспорту и дорожному хозяйству Псковской области добился высоких результатов в реализации на территории региона национального проекта «Безопасные качественные дороги». Благодаря перспективному планированию и грамотно выстроенной текущей работе были достигнуты показатели по контрактации, кассовому исполнению нацпроекта, а также по привлечению дополнительного федерального финансирования. В итоге финансирование мероприятий нацпроекта в 2021 году по сравнению с 2019 годом выросло в 2 раза, а протяжённость дорог, приведённых в нормативное состояние, с каждым годом увеличивалось более чем на 20 км.
На посту председателя регионального Комитета по транспорту и дорожному хозяйству добился включения Псковской области в программу Минпромторга РФ, благодаря которой регион получил 1 млрд 250 млн рублей на приобретение новых автобусов. Всего для автотранспортных предприятий было закуплено 249 единиц современного общественного транспорта, что значительно повысило транспортную доступность города Пскова и районов.
В июле 2021 года назначен Первым заместителем главы Администрации города Пскова. С июля по ноябрь 2021 года временно исполнял полномочия главы Администрации города Пскова. А 26 ноября 2021 года на сессии Псковской городской Думы 6-го созыва большинством голосов депутатов избран на должность главы Администрации города Пскова.

## Политическая деятельность
31 марта 2022 года депутаты Псковского областного Собрания утвердили новую систему муниципального управления в городе Пскове с учётом его статуса административного центра. Законом субъекта установлено, что глава муниципального образования — глава города Пскова избирается Псковской городской Думой из числа кандидатов, представленных конкурсной комиссией по результатам конкурса, он же возглавляет местную Администрацию. Ранее глава города Пскова избирался из числа депутатов Псковской городской Думы, он же возглавлял представительный орган муниципалитета — теперь это председатель.
Принятию закона предшествовали консультации губернатора Михаила Ведерникова с фракциями «Единой России» в областном парламенте и городской Думе.
Соответствующие изменения в Устав Пскова внесены 27 мая 2022 года в ходе очередной 66-й сессии Псковской городской Думы 6-го созыва.
11 сентября 2022 года состоялись выборы депутатов Псковской городской Думы 7-го созыва. По решению регионального политсовета Борис Елкин возглавил список «Единой России». Одержав победу во всех округах и набрав 53,33 %, партия получила квалифицированное большинство — 19 мандатов. Сам Борис Елкин от мандата отказался.
Конкурс на замещение должности главы города Пскова состоялся 28 октября 2022 года, его объявил новый созыв городской Думы. Глава администрации города Пскова Борис Елкин набрал максимальное количество баллов — 33, его конкурент, заместитель главы Псковского района Святослав Колинко — 28.
3 ноября 2022 года на очередной 4-й сессии Псковской городской Думы 7-го созыва Борис Елкин избран главой муниципального образования — главой города Пскова. Его кандидатуру поддержали 23 депутата из 24 присутствующих на заседании.
Торжественная церемония вступления в должность главы города Пскова Бориса Андреевича Елкина состоялась 8 ноября 2022 года.

## Награды
- Благодарственное письмо Федерального дорожного агентства (2016 г.),
- Почётная грамота Губернатора Псковской области (2021 г.)
- Благодарность Президента Российской Федерации Владимира Путина за вклад в подготовку и проведение мероприятий, посвящённых 800-летию со дня рождения князя Александра Невского (2022 г.)
- Медаль Александра Невского [17] за заслуги в возрождении исторического наследия Псковской области и большой личный вклад в подготовку и проведение мероприятий, приуроченных к 800-летию князя Александра Невского (2022 г.)[18]
- Почётная грамота Президента Российской Федерации за достигнутые трудовые успехи и многолетнюю добросовестную работу (2024 г.) [19]
- Медаль ордена «За заслуги перед Отечеством» II степени за достигнутые трудовые успехи и многолетнюю добросовестную работу (2025 г.)[20]